# Бордт, Ганс
Ганс Бордт (нем. Hans Bohrdt; 11 февраля 1857, Берлин — 19 декабря 1945, Берлин) — немецкий художник-маринист и график.

## Биография
Бордт родился и вырос в Берлине. В 1872 году он посещает Гамбургский порт. Эта поездка породила в будущем живописце интерес к морю и путешествиям — дальним плаваниям. Бордт начинает самоучкой овладевать техникой рисования, его работы посвящены морской теме. В 1880 году проходит его первая персональная выставка. Картины Бордта нашли своего высокого почитателя в лице германского императора Вильгельма II. Художник неоднократно сопровождал монарха в его путешествиях по Северному и Средиземному морям.
Наиболее плодотворными для Г.Бордта были годы от начала развития германского военно-морского флота в 1890-х годах и до окончания Первой мировой войны. В эти времена был создан им и один из известнейших немецких пропагандистских плакатов «Последний» (Der letze Mann). Около 1900 года работал по заказу кёльнского шоколадного производителя Людвига Штольверка, создав рисунки для коллекционного альбома IV фирмы Штольверк. В 1916 он выпускает для Штольберга коллекционный альбом XVI под названием «Великая война» („Der große Krieg“). В этот же период художник выпускает многие сотни рисунков-иллюстраций для книг, газет, журналов, а также разрабатывает плакаты, почтовые открытки, карты ресторанных меню для пассажирских лайнеров.
После поражения Германии в Первой мировой войне и бегства кайзера Вильгельма II наступают для творчества художника кризисные времена. Количество заказов резко сокращается, и преимущественно это лишь иллюстративные работы для немецких пароходств (бременский Ллойд, линия Гамбург-Америка (HAPAG)).
25 апреля 1945 года, во время авианалёта, дом Г.Бордта в Берлине-Целлендорфе был полностью разрушен. Художник так и не оправился от этого удара. Скончался в доме престарелых.

## Галерея
- Избранные работы Г.Бордта
- Последний (оригинал и пародия, также и другие работы Г.Бордта)  (недоступная ссылка)